# 劉節 (1901年)
劉節（1901年8月8日—1977年7月21日），原名翰香，改名節，字子植，號青松。浙江省溫州府永嘉縣人。中國當代歷史學家，曾任中山大學歷史系主任。因其在政治运动中表现出的人格品质而受到後世尊敬。

## 生平
刘节之父刘景晨是知名学者，曾和浙籍议员坚决反对曹锟贿选总统。刘节早年毕业于浙江省立第十中学（今温州中学）。毕业於上海國民大學哲學系，以优异的成绩考入清华大学国学研究院，为该院第二届学生，师从王国维、梁启超和陈寅恪。1949年初随陈寅恪到岭南大学任教。1952年10月，岭南大学并入中山大学，刘节转为中山大学历史系教授。后成为历史系主任。
从一九五四年起，劉节便因屢屢挨批，被迫憤而辭去系主任之職。在1958年政治運動迭起，至其後文化大革命時，劉節均表現出中國傳統士人的道德氣節。當時，曾經有人暗示劉節，只要批判其師陳寅恪，將會很快過關，但劉節卻絲亳沒有退縮，甚至願意捨生取義代陳寅恪被批判，受盡屈辱，他被要求自我批判時說到：「我的學問遠不及我的老師，今天我能代替他，是我的光榮！」
1962年11月在一次会议上，刘节公开提出不同于官方主流观点的阶级对抗的解释，他认为中国的历史模式跟西方的不同，阶级斗争可能曾经支配西方历史的发展，并且可以解释当代的事件，却不曾支配中国的发展。并认为不应该将阶级的概念不适当地强加于古人。
劉節先生說過：“我是學孔子的，我從孔子得到好處，我不能忘恩負義。馬列主義好，但我用不上，孔子的學說我用得上。開會總要發言，發言就要講真話。我寫了《怎樣研究歷史才能為當前政治服務》，結果就大會小會評判我。在會上我沒有認錯。很多人勸我退休，我相信黨，所以我不怕”。
此外，每年過節，劉節均會拜訪其師陳寅恪，即使當時政治之混局，沒人敢當面接觸備受批判的陳寅恪，劉節依然固我；在陳寅恪大發脾氣聲下，照樣行下跪之禮。
劉節在1977年7月21日因喉癌病逝，享年76歲。

## 著作
劉節在先秦史、中國思想史、中國史學史等領域取得優秀的成就，其代表作品有：
- 《中國史學史稿》，中州書畫社1982年版，商務印書館2020年再版。
- 《劉節文集》，中山大學出版社2004年版。
- 《劉節日記》，大象出版社2009年版。

劉節撰有《〈洪範〉疏證》、《好太王碑考釋》、《大誥解》《歷史論》、《歷史上的兩種法則》、《〈管子〉中所見之宋鈃一派學說》、《西周的社會性質》、《中國思想史上的“天人合一”問題》等論文，其中對碑銘考釋、先秦諸子思想、中國古代社會性質等重要歷史問題方面的研究多有精義。